# 彰化縣私立大慶高級商工職業學校
彰化縣私立大慶高級商工職業學校，簡稱大慶商工，是一所位於台灣彰化縣員林市的私立工業技術型高級中等學校。爲臺灣中部少數設有飛機修護及航空電子科的學校，但因少子化航電科已停招收。因少子化及配合政府新南向政策，108學年度起招收南向僑生建教班。 2023年1月教育部宣佈彰化大慶商工列管為專案輔導學校， 依條例第13條第1項給予改善期限2年。該校董事長宣稱不追討學校6000萬元負債，讓學校永續經營，但未獲教育部認同。2025年2月18日經教育部私校退場審議委員會決議，114學年度起停辦解散。

## 校史
- 1963年11月奉准設立彰化縣私立曉陽商業職業學校，設有初商、高商二部。
- 1966年附設商業補習學校。
- 1969年改名為曉陽商工職業學校，增設電子設備修護科（現已停招）。
- 1970年增設汽車修護科。
- 1971年改制為曉陽高級商工職業學校。
- 1973年商科設綜合商業科、會計統計科（現已停招）。
- 1987年 實施工業類科新課程標準。
- 1988年實施商業類科新課程標準。原設科名改為商業經營科、會計事務科（現已停招）。
- 1990年增設資料處理科（現已停招）。
- 1991年增設資訊科。
- 1993年增設美工科（現已停招）。
- 1994年增設美容科、不動產事務科（現已停招）。
- 1999年試辦綜合高中實驗課程（現已停招）。
- 2001年改名為彰化縣私立大慶高級商工職業學校，增設幼兒保育科（現已停招）。
- 2007年增設飾品製作實用技能班（現已停招）。
- 2013年增設多媒體動畫班。
- 2016年增設飛機修護科
- 2016年增設航空電子科（現已停招）
- 2020年5月27日，於校方經營的粉專宣布更改制服款式與顏色。
- 2023年1月，教育部宣佈彰化大慶商工、嘉義興華高級中學兩校列為專案輔導學校，依法給予限期改善兩年[1]。
- 2025年2月18日，已列為專輔學校的彰化大慶商工，改善期限屆期未改善，8月起全部停招，明年7月底停辦。[2]

## 合作大學
- 明道大學	已停辦解散
- 中州科技大學	已停辦解散
- 建國科技大學
- 環球科技大學	已停辦解散
- 台灣首府大學	已停辦解散

## 著名校友
- 李社源：曾任該校校長、國立員林家商教務主任、學務主任。
- 李亦芳：彰化縣立萬興國民中學體育教師，國立臺灣師範大學博士班，跆拳道國手。
- 林宥杰：該校籃球教練，曾加入該校籃球隊。
- 謝章捷：第4屆、第5屆立法委員

## 大眾運輸
可搭乘彰化客運6915次（高鐵彰化站－員林轉運站）到大慶商工站，每天11班。

## 外部連結
- 大慶商工官方網站 （页面存档备份，存于）